# Ода (Майсен)
Вижте пояснителната страница за други личности с името Ода.
Ода Майсенска (на полски: Oda Miśnieńska; на немски: Oda von Meißen; * ок. 996, † сл. 1025) е германска благородничка от род Екехардини от Маркграфство Майсен и чрез женитба първата херцогиня на Полша (1018 – 17 юни 1025) и от 18 април до 17 юни 1025 г. първата кралица на Полша.
Тя е най-малката дъщеря на маркграф Екехард I от Майсен (960 – 1002) и съпругата му Сванхилда (Суанехилда) (945/955 – 1014), от рода на Билунгите, дъщеря на саксонския маркграф Херман Билунг.
Ода се омъжва на 3 февруари 1018 г. за княз и крал Болеслав I Храбри от род Пясти (967 – 1025). Тя е третата му съпруга. Двамата имат дъщеря:
- Матилда (* сл. 1018; † сл. 1036), сгодена 1035 г. за херцог Ото III от Швабия (995 – 1057). [2]